# 卡达西
| 星际旅行中主要的种族与势力              |
| --------------------------------------- |
| 星際聯邦 · 人类 · 瓦肯人 · 安多利人     |
| 貝塔索人 · 波利安人 · 德诺布拉人        |
| 罗慕伦人 · 克林贡人 ·巴库人 · 索利安人  |
| 葛恩人 · 佛瑞吉人 · 博格人 · 卡松人     |
| 卡达西人 · 贝久人 · 楚尔人 · 希罗吉恩人 |
| 自治同盟 · 布林人 · 新地人 · 8472种族   |

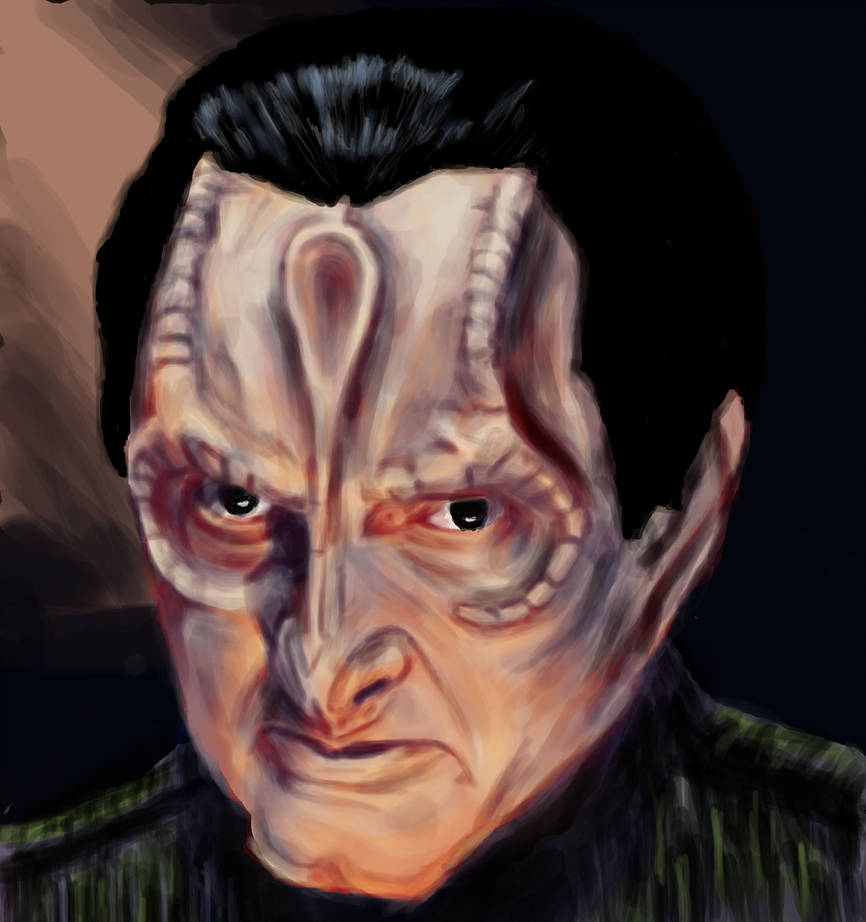
卡达西人的画作

卡达西人（英語：Cardassians）是《星际旅行》虚构宇宙中的一个种族。他們主要出現在《下一代》、《深空九号》及《航海家号》中。卡达西人的母星是第一象限的卡达西主星。这个种族性格骄傲但狡诈凶残，曾经占领贝久星数十年之久，以至跟初被解放的贝久人關係維持緊張。他們外表呈現地球魚類的特徵，皮膚灰詼，最顯著為額頭中央湯匙型的凹陷(卡达西人也因此被敵人謔稱為「湯匙頭」)，額頭兩旁垂直一行的鱗片至眼眉位，和由頸項伸展至肩膀的鱗片；女性額頭凹陷位和左右肩膀各一片鱗片呈藍色。船艦設計也採用類似魚骨型並附有魚鰭的設計。
深空九號原本为卡达西人所建，用途為統治贝久星。卡达西人撤出和贝久星自主後，贝久星接管深空九號為其領域；星際聯邦則輔助打理。發現贝久星蟲洞後，深空九號被遷移至蟲洞入口，使太空站由欺壓贝久人的象徵變成貿易，探險和軍事上的策略性要塞，為《深空九号》的故事開路。
顯著卡达西人例子為杜吉(Dukat)，前深空九號主管和軍事要將，亦是《深空九号》中其他主角們的主要對立者；格力(Garak)，深空九號上一個難以捉摸的裁縫，經常自稱「只是平凡、簡單的裁縫格力」(I am just plain, simple tailor Garak)；其實，格力是深藏不露，被流放的卡达西特工和間諜，撒謊能力強勁，可為達到目的而不擇手段。